# WWE Super Show-Down
WWE Super Show-Down est un Premium Live Event de catch (lutte professionnelle) produit par la World Wrestling Entertainment, une fédération de catch américaine qui est télédiffusée et visible en paiement à la séance sur le WWE Network, ainsi que sur les chaînes de télévision française AB1 et belge ABXplore. L'événement a eu lieu le 6 octobre 2018 au Melbourne Cricket Ground à Melbourne (Australie). Il s'agit de la première édition de Super Show-Down.

## Contexte
Les spectacles de la World Wrestling Entertainment (WWE) sont constitués de matchs aux résultats prédéterminés par les scénaristes de la WWE. Ces rencontres sont justifiées par des storylines – une rivalité avec un catcheur, la plupart du temps – ou par des qualifications survenues dans les shows de la WWE telles que Raw, SmackDown, NXT et 205 Live. Tous les catcheurs possèdent une gimmick, c'est-à-dire qu'ils incarnent un personnage gentil (Face) ou méchant (Heel), qui évolue au fil des rencontres. Un événement comme Super Show-Down est donc un événement tournant pour les différentes storylines en cours,.

## Tableau des matchs
| Ordre par numéros                                                                         | Résultat | Stipulation(s)                                                     | Temps |
| ----------------------------------------------------------------------------------------- | --- | ------------------------------------------------------------------ | ----- |
| 1                                                                                         | The New Day (Kofi Kingston et Xavier Woods) (c) (avec Big E) bat The Bar (Cesaro et Sheamus)                                         | Tag Team match pour les WWE SmackDown Tag Team Championship        | 9:40  |
| 2                                                                                         | Charlotte Flair bat Becky Lynch (c) par disqualification                                                                             | Match simple pour le WWE SmackDown Women's Championship            | 10:50 |
| 3                                                                                         | John Cena et Bobby Lashley battent Kevin Owens et Elias                                                                              | Tag Team match                                                     | 10:05 |
| 4                                                                                         | The IIconics (Billie Kay et Peyton Royce) battent Asuka et Naomi                                                                     | Tag Team match                                                     | 5:45  |
| 5                                                                                         | AJ Styles (c) bat Samoa Joe par soumission                                                                                           | No Disqualification match pour le WWE Championship                 | 23:45 |
| 6                                                                                         | Ronda Rousey et The Bella Twins (Brie et Nikki Bella) battent The Riott Squad (Ruby Riott, Liv Morgan et Sarah Logan) par soumission | 6-Women Tag Team match                                             | 10:05 |
| 7                                                                                         | Buddy Murphy bat Cedric Alexander (c)                                                                                                | Match simple pour le WWE Cruiserweight Championship                | 10:35 |
| 8                                                                                         | The Shield (Roman Reigns, Dean Ambrose et Seth Rollins) bat Braun Strowman, Drew McIntyre et Dolph Ziggler                           | 6-Man Tag Team match                                               | 19:40 |
| 9                                                                                         | Daniel Bryan bat The Miz | Match simple Le gagnant deviendra aspirant n°1 au WWE Championship | 2:25  |
| 10                                                                                        | Triple H (avec Shawn Michaels) bat The Undertaker (avec Kane)                                                                        | No Disqualification match                                          | 27:35 |
| La lettre C placée entre parenthèses désigne la personne ou l’équipe championne en titre. | |                                                                    |       |